# Болгары в Казахстане
Болгары в Казахстане (болг. Българи в Казахстан, каз. Қазақстандағы болгарлар) — одно из малочисленных национальных меньшинств Казахстана. По переписи 2009 года в Казахстане 4 523 человек назвали себя болгарами.

## История
В 1907 году в Казахстане появились первые болгарские поселенцы. Ими были основаны сёла Разумовка и Андриановка в Павлодарской области, Болгарка — в Актюбинской. В годы Великой Отечественной войны в Казахстан пришла вторая волна болгарских поселенцев. Болгары расселены по всей территории Казахстана, но в Актюбинской и Павлодарской областях их доля выше средней по стране.
В Казахстане функционирует Болгарский культурный центр, который имеет связи с посольством Болгарии в Казахстане. К вековому юбилею возникновения болгарской диаспоры в селе Болгарка была открыта новая школа. На праздничном мероприятии присутствовали представители 15 этнокультурных объединений области.
На павлодарском радио есть передача «Български хоризонти». Для сохранения болгарского языка и традиций народа при поддержке Павлодарского областного департамента развития языков выпущено учебное пособие «Обичам България». В Казахстане функционируют фольклорные ансамбли «Мартеница» и «Вяра», театр этнической моды «Роксолана», Совет старейшин и молодежное объединение «Славяне». Диаспорой предпринимаются меры для направления молодёжи на обучение в вузах на исторической родине.

## Численность и доля

### Переписи населения
Численность и доля болгарами по данным переписи населения за эти годы, по областям и городов республиканского значения:
|                                | Численность | Численность | Численность | Численность | Численность | Доля (в %) | Доля (в %) | Доля (в %) | Доля (в %) | Доля (в %) |
| 1970                           | 1979        | 1989        | 1999        | 2009        | 1970        | 1979       | 1989       | 1999       | 2009       |            |
| ------------------------------ | ----------- | ----------- | ----------- | ----------- | ----------- | ---------- | ---------- | ---------- | ---------- | ---------- |
| Казахстан                      | 10 420      | 10 064      | 10 228      | 6 915       | 4 523       | 0.080      | 0.068      | 0.063      | 0.046      | 0.028      |
| Акмолинская область            | 372         | 279         | 286         | 208         | 168         | 0.038      | 0.028      | 0.026      | 0.024      | 0.022      |
| Актюбинская область            | 1 241       | 1 267       | 1 457       | 1 045       | 689         | 0.225      | 0.200      | 0.198      | 0.153      | 0.090      |
| Алма-Ата                       | 297         | 394         | 402         | 273         | 219         | 0.038      | 0.041      | 0.037      | 0.024      | 0.016      |
| Алматинская область            | 690         | 621         | 600         | 405         | 239         | 0.054      | 0.042      | 0.036      | 0.025      | 0.013      |
| Астана                         | 120         | 138         | 147         | 129         | 116         | 0.066      | 0.059      | 0.052      | 0.040      | 0.018      |
| Атырауская область             | 1 264       | 973         | 864         | 436         | 257         | 0.371      | 0.260      | 0.203      | 0.099      | 0.050      |
| Восточно-Казахстанская область | 988         | 941         | 841         | 524         | 284         | 0.063      | 0.056      | 0.047      | 0.034      | 0.020      |
| Жамбылская область             | 305         | 385         | 325         | 114         | 99          | 0.038      | 0.041      | 0.031      | 0.011      | 0.009      |
| Западно-Казахстанская область  | 190         | 174         | 289         | 137         | 84          | 0.037      | 0.029      | 0.045      | 0.022      | 0.014      |
| Карагандинская область         | 2 289       | 2 260       | 2 313       | 1 664       | 1 116       | 0.146      | 0.131      | 0.132      | 0.117      | 0.083      |
| Костанайская область           | 395         | 360         | 459         | 301         | 159         | 0.040      | 0.033      | 0.037      | 0.029      | 0.017      |
| Кызылординская область         | 50          | 50          | 36          | 16          | 11          | 0.010      | 0.008      | 0.006      | 0.002      | 0.001      |
| Мангистауская область          | 88          | 160         | 118         | 79          | 34          | 0.055      | 0.064      | 0.036      | 0.025      | 0.007      |
| Павлодарская область           | 1 510       | 1 419       | 1 544       | 1 300       | 907         | 0.216      | 0.175      | 0.163      | 0.161      | 0.122      |
| Северо-Казахстанская область   | 123         | 122         | 150         | 101         | 64          | 0.014      | 0.013      | 0.016      | 0.013      | 0.010      |
| Южно-Казахстанская область     | 498         | 521         | 397         | 183         | 77          | 0.038      | 0.033      | 0.021      | 0.009      | 0.003      |

## Организации
Сайт Государственного агентства болгар за рубежом в Болгарии говорится, что в Казахстане есть 5 организаций болгары — три ассоциации и две школы.
|                                                                                             | Тип        | Адрес                                   | Головной офис или место | Год установленния | Год закрытия | Веб-сайт или блог |
| ------------------------------------------------------------------------------------------- | ---------- | --------------------------------------- | ----------------------- | ----------------- | ------------ | ----------------- |
| Болгарский культурный центр в Казахстане (общественное объединение)                         | ассоциация | дом 58, кв. 73                          | Астана                  | 1994              |              |                   |
| Болгарский культурный центр депортированных болгар «Возрождение» (общественное объединение) | ассоциация | ул. «Сатпаев» 25, кв. 52                | Атырау                  | 1997              |              |                   |
| Общественный фонд этнических болгар в Казахстане «Славяне»                                  | ассоциация | ул. Астана (бывшая Ленина) 59, каб. 415 | Павлодар                | 2002              |              |                   |
| Болгарское отделение в школе национального возрождения                                      | школа      | ул. Торайгырова 99/2                    | Павлодар                |                   |              |                   |
| Болгарская школа                                                                            | школа      |                                         | деревня Болгарка        | 1908              |              |                   |

## Персоналии
Персоналии, родившиеся в Казахстане, болгарского этнического происхождения:
- Олег Григорьевич Димов (1946—2016), политик[5]
- Михаил Станчев (1953), ученый и дипломат, д.и.н., проф. , иностранный член Болгарской академии наук. Родился в с. Тахиркуль Арысского района Южно-Казахстанской области (ныне -Шимкентская). Живет и работает в Харькове (Украина).